# Raisio

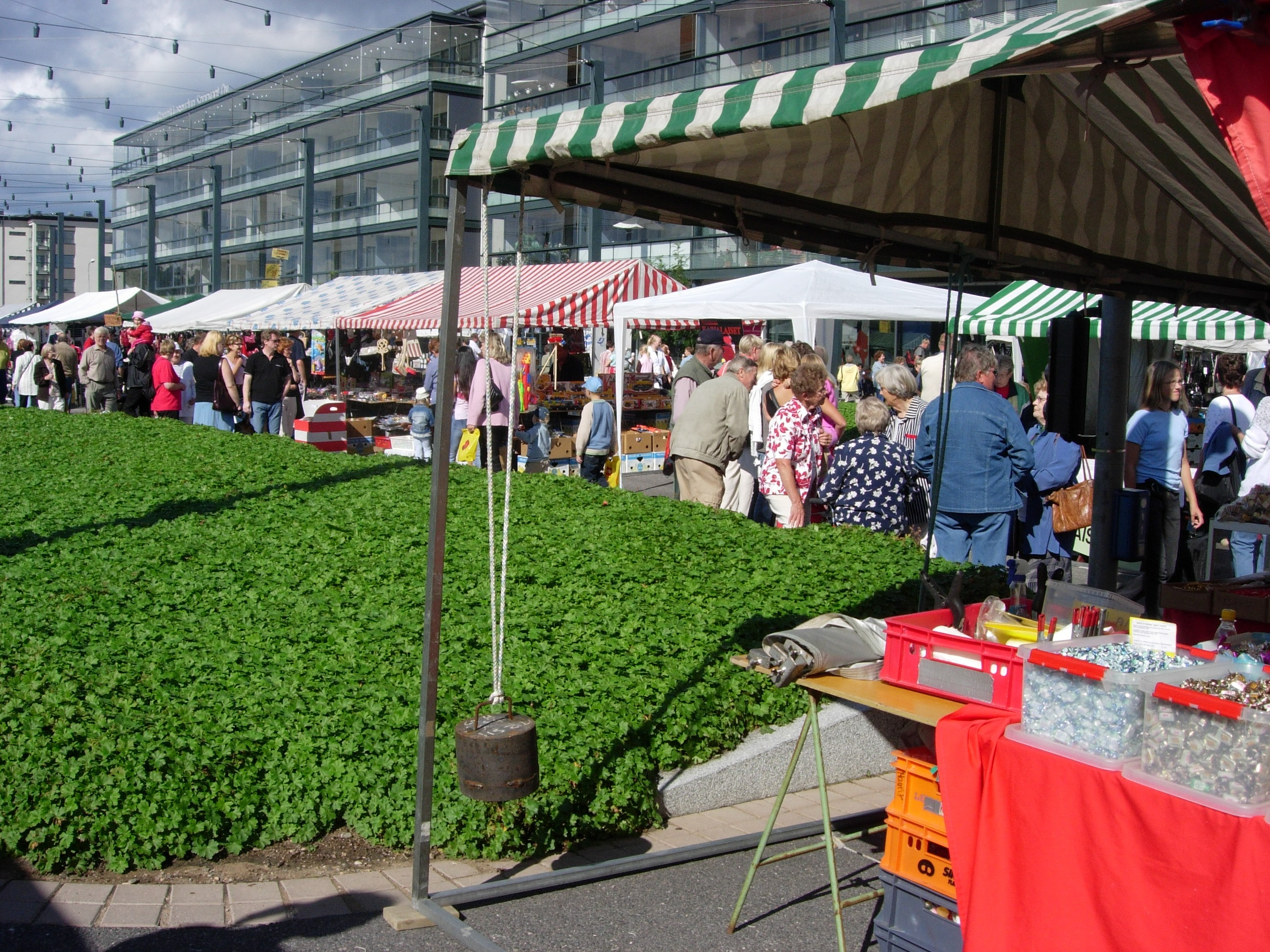
Mercat de Raisio

Raisio (en suec Reso) és un municipi de Finlàndia, situat a la província de Finlàndia Occidental i a la regió de Finlàndia Pròpia.

## Ciutats agermanades
- Kingisepp, Rússia
- Sigtuna, Suècia
- Csongrád, Hongria
- Elmshorn, Alemanya